# Kuwait ai Giochi della XXIX Olimpiade
Il Kuwait ha partecipato ai Giochi della XXIX Olimpiade di Pechino, svoltisi dall'8 al 24 agosto 2008, con una delegazione di 8 atleti.

## Atletica leggera
| Gara  | Atleta            | Batterie | Batterie | Semifinali | Semifinali | Finale | Finale |
| Gara  | Atleta            | Tempo    | Pos.     | Tempo      | Pos.       | Tempo  | Pos.   |
| ----- | ----------------- | -------- | -------- | ---------- | ---------- | ------ | ------ |
| 800 m | Mohammad Al-Azemi | 1'46"94  | 1        | 1'47"65    | 8          |        |        |

| Gara                | Atleta         | Qualificazioni | Qualificazioni | Finale | Finale |
| Gara                | Atleta         | Misura         | Pos.           | Misura | Pos.   |
| ------------------- | -------------- | -------------- | -------------- | ------ | ------ |
| Lancio del martello | Ali Al-Zinkawi | 73,62 m        | 20             |        |        |

## Judo
| Gara   | Atleta         | Tabellone principale                    | Tabellone principale | Tabellone principale | Tabellone principale | Tabellone principale | Ripescaggi                                  | Ripescaggi | Ripescaggi | Ripescaggi |
| Gara   | Atleta         | Sedicesimi                              | Ottavi               | Quarti               | Semifinali           | Finale               | 1º turno                                    | Quarti     | Semifinali | Finale     |
| ------ | -------------- | --------------------------------------- | -------------------- | -------------------- | -------------------- | -------------------- | ------------------------------------------- | ---------- | ---------- | ---------- |
| 100 kg | Talal Al Enezi | Askhat Zhitkeyev (Kazakistan) 0000-1110 |                      |                      |                      |                      | Amel Mikic (Bosnia ed Erzegovina) 0001-1100 |            |            |            |

## Nuoto
| Gara              | Atleta         | Batterie | Batterie | Semifinali | Semifinali | Finale | Finale |
| Gara              | Atleta         | Tempo    | Pos.     | Tempo      | Pos.       | Tempo  | Pos.   |
| ----------------- | -------------- | -------- | -------- | ---------- | ---------- | ------ | ------ |
| 50 m stile libero | Mohammad Madwa | 22"83    | 45       |            |            |        |        |

## Tennis tavolo
| Gara             | Atleta           | Preliminari                                                             | Turno 1 | Turno 2 | Turno 3 | Turno 4 | Quarti | Semifinali | Finale |
| ---------------- | ---------------- | ----------------------------------------------------------------------- | ------- | ------- | ------- | ------- | ------ | ---------- | ------ |
| Singolo maschile | Ibrahim Al-Hasan | Kim Hyok Bong (Corea del Nord) 2-4 (7-11, 11-9, 11-6, 5-11, 9-11, 9-11) |         |         |         |         |        |            |        |

## Tiro
| Gara  | Atleta              | Qualificazioni | Qualificazioni | Finale    | Finale       | Finale |
| Gara  | Atleta              | Punteggio      | Pos.           | Punteggio | Punt. totale | Pos.   |
| ----- | ------------------- | -------------- | -------------- | --------- | ------------ | ------ |
| Skeet | Zaid Al Mutairi     | 118(+1)        | 10             |           |              |        |
| Skeet | Abdullah Al Rashidi | 118(+3)        | 9              |           |              |        |
| Trap  | Naser Meqlad        | 115            | 18             |           |              |        |